# 伍禅
伍禅（1904年8月31日—1988年12月11日），广东海丰人，砂拉越-中华人民共和国政治人物，婆罗洲反日同盟会和婆罗洲共产党的创始人和领导人，曾与吴朗西、巴金、丽尼一同创办文化生活出版社。
1952年，英属砂拉越政府将伍禅驱逐出境，伍禅回到中国大陆后担任致公党中央组织主任秘书、副主席等职。1954年，当选第一届全国人民代表大会代表。